# Nehéz Imre
Nehéz Imre (Nemesdicske, 1733. április 3. – Nyitra, 1783. június 22.) nyitrai kanonok. 

## Élete
Tanulmányait mint a nagyszombati egyetemes papnevelő intézet tagja elvégezvén, a nyitrai püspöki udvarba jutott és ott négy évig mint püspöki szertartó munkálkodott. 1764-ben a szkacsányi plébánia javadalmát kapta meg, azonban a szlovák nyelvet kellően nem bírta, ezért csere útján a nyitravárosi plébániát kapta és itt híveit mint buzgó lelkipásztor 1772-ben kanonokká történt előléptetéseig gondozta. Meghalt mint székesegyházi főesperes. A káptalannak anniversariumra 500 forintot hagyományozott.

## Műve
- Kalazantzius Szent Jósefnek kegyes oskolák szerzőjének dicséretére rendeltt beszéd, mellyet ugyan azon Isten szolgájának a szentek közé bé irattatása alkalmatosságával élő nyelvel mondott Nittrán 1769-ben. Nagyszombat, 1772.